# Viola japonica
Viola japonica là một loài thực vật có hoa trong họ Hoa tím. Loài này được Langsd. ex DC. miêu tả khoa học đầu tiên năm 1824.